# Le Ponthou

Le Ponthou is een plaats en voormalige gemeente in het Franse departement Finistère, in de regio Bretagne. De plaats maakt deel uit van het arrondissement Morlaix. Le Ponthou is op 1 januari 2019 gefuseerd met de gemeente Plouigneau tot de nouvelle commune Plouigneau. 

## Geografie
De onderstaande kaart toont de ligging van Le Ponthou met de belangrijkste infrastructuur en aangrenzende gemeenten.

## Demografie
Onderstaande figuur toont het verloop van het inwonertal (bron: INSEE-tellingen).